# Mneme
Trong thần thoại Hy Lạp, Mneme /ˈniːmiː/ (tiếng Hy Lạp cổ: Μνήμη Mnḗmē) là một trong ba muse nguyên thủy của Boeotia, bên cạnh chị gái Aoide và Melete trước khi có cả Arche và Thelxinoë. Cô là vị muse đại diện cho trí nhớ.